# Swissveg
Swissveg (vormals Schweizerische Vereinigung für Vegetarismus (SVV))  ist ein Schweizer Verein im Sinne von Art. 60ff des ZGB. Er hat seinen Sitz in Winterthur. Präsident von Swissveg ist Renato Pichler, der auch im Vorstand der Europäischen Vegetarier-Union (EVU) und in der Bundesleitung von Proveg Deutschland sitzt.

## Geschichte
Am 8. August 1993 wurde die Schweizerische Vereinigung für Vegetarismus (SVV)  in Sennwald gegründet. Sie ist Mitglied in der Europäische Vegetarier-Union (EVU) und in der Internationalen Vegetarier-Union (IVU). Sie ist eine befreundete Organisation des Vegetarierbunds Deutschland (heute ProVeg Deutschland e.V.). Die SVV entstand aus der Schweizer Reformjugend, die anschliessend noch einige Jahre als Jugendabteilung des Vereins weiter Lager und Treffen für junge Vegetarier und Veganer organisierte. Am 3. März 2014 wurde der Vereinsname auf Swissveg geändert. 2001 verschob der Verein seinen Sitz nach Neukirch-Egnach, 2010 nach Winterthur.

## Tätigkeiten

### Interessenvertretung
Der Verein macht sich für die Interessen der Veganer und Vegetarier stark. Beispielsweise setzt er sich für das Angebot von vegetarischen und veganen Menüs in Personalrestaurants ein.

### V-Label
Swissveg hat zusammen mit der EVU das V-Label als Gütesiegel für vegetarische und vegane Produkte und Dienstleistungen lanciert und ist zuständig für die Kontrolle von Produkten und Dienstleistungen, welche in der Schweiz damit gekennzeichnet werden. Swissveg koordiniert bis heute das V-Label-Projekt weltweit. Produkte mit dem V-Label werden in der Schweiz unter anderem von Coop, Migros, Aldi, Lidl und Denner verkauft.

### Politik
Der Verein konnte seinen Standpunkt in die schweizerische Politik einbringen, als sein Präsident von der Eidgenössische Ernährungskommission (EEK) des Bundesamts für Gesundheit für die Erstellung des Expertenberichts Gesundheitliche Vor- und Nachteile einer vegetarischen Ernährung hinzugezogen wurde. Swissveg hat auch bei der offiziellen rechtlichen Definition von Wörtern wie vegetarisch und vegan in der Verordnung des Eidgenössischen Departements des Innern über die Kennzeichnung und Anpreisung von Lebensmitteln (LKV) mitgewirkt.
Zudem ist Swissveg Mitglied der Klima-Allianz Schweiz.

### Internetauftritt
Mit rund 2000 Internetseiten ist die Homepage des Vereins die umfassendste, die es zum Thema Vegetarismus/Veganismus auf Deutsch gibt. Sie wird laufend ergänzt und aktualisiert. Obwohl der Verein seit Gründung vegan ausgerichtet ist, hat er vor allem für Jüngere eine eigene vegane Einstiegsseite erstellt: Govegan.

### Zeitschrift
Der Verein gibt viermal jährlich eine eigene Zeitschrift heraus: Veg-Info. Sie erscheint auf Deutsch (ISSN 1660-0797) und Französisch (ISSN 1660-0800) und befasst sich mit allen Themen rund um die vegetarische Lebensweise, Tierrechte und Ethik. Die älteren Hauptartikel der Hefte können im Internet nachgelesen werden. Ausserdem gibt es eine App auf der alle Magazine und das ganze Infomaterial (Flyer und Broschüren) abgerufen werden können.

### Medienarbeit
In seinen Medienauftritten weist der Verein auf die Nachteile des Fleischkonsums hin. Er kritisiert die ungünstige Ökobilanz des Fleischessens. Er hält die Aufzucht von Tieren unter für sie unerträglichen Bedingungen für ethisch nicht vertretbar. Er informiert über die gesundheitlichen Risiken des Verzehrs von grossen Mengen Fleisch und über die Gefahr der Antibiotikaresistenz durch den massiven Einsatz von Antibiotika in der Nutztierhaltung. Er wehrt sich gegen die staatliche Subventionierung der Fleischindustrie. 2020 lanciert Swissveg die bisher grösste Werbekampagne für die Nutztiere mit Plakaten in der ganzen Schweiz.

### Events
Swissveg organisiert jährlich das vegane Strassenfest Veganmania in der Schweiz und lanciert einen Vegi-Tag. Die Veganmania hat dazu beigetragen, dass der langjährige Austragungsort Winterthur zu einer eigentlichen Hauptstadt des Veganismus geworden ist. Ausserdem ist Swissveg seit 2016 Partner der VeggieWorld, Europas grösster und ältester Publikums- und Fachmesse für den veganen Lebensstil.
Seit 2023 organisiert Swissveg jährlich ein VUTURUM. Dieser Event befasst sich mit Zukunftsstrategien und lädt jeweils Experten zum gewählten Thema ein.